# Léon Vallée
Léon Vallée, né à Évreux le 28 janvier 1850 et décédé aux Lilas le 18 novembre 1919, est un bibliographe et bibliothécaire français.

## Biographie
Léon Vallée a fait toute sa carrière à la Bibliothèque nationale ; d’abord, comme attaché au département des Imprimés de la Bibliothèque nationale de France, puis comme bibliothécaire principal et conservateur à la section des Cartes et plans. En 1909, il succède à Gabriel Marcel et devient conservateur adjoint, chef de la section des Cartes et plans, mandat qu’il conserva jusqu’en 1919.

### Bibliographe
Erudit, curieux, Léon Vallée est avant tout connu pour ses précieux travaux de bibliographe. En 1883, il publie, Bibliographie des bibliographies en s’appuyant sur les ouvrages de la Bibliothèque nationale de France mais pas seulement. Vingt-cinq années plus tard, en 1908, il achève son Catalogue des plans de Paris et des cartes de l’Île de France… On lui doit aussi en 1894 Choix de documents pour servir à l’histoire de l’établissement et de ses collections.

### Conservateur adjoint de la section des Cartes et plans
Il venait de faire paraître son Catalogue des plans de Paris et de l’Ile de France… conservés à la section des Cartes et plans en 1908, lorsqu’à la suite d’un malaise, Gabriel Marcel décéda en pleine activité le 16 janvier 1909. Nommé conservateur adjoint, il poursuit les missions de ses prédécesseurs et réalise en 1912 la première exposition entièrement consacrée aux objets cartographiques dont il avait la responsabilité. C’est à lui que l’on doit la sélection de documents précieux regroupés sous le terme de « réserve » et qui avaient été évacués en 1917 à Toulouse lorsque les armées allemandes menaçaient d’atteindre Paris. Cette sélection forme toujours le noyau principal des pièces les plus rares et exceptionnelles possédées par le département des Cartes et plans.

### Principales publications
- Lettres de Fernand Cortès à Charles-Quint, complétées par les récits de Antoine de Solis / réduites et annotées par Vallée. - Paris : M. Dreyfous, 1879. - VIII-275 p. : ill.
- L'Allemand réduit aux règles les plus simples : nouvelle grammaire raisonnée de la langue allemande, avec exercices, thèmes, versions et vocabulaire, à l'usage des lycées et des écoles, par Germain Meurer. - Paris : A. Boyer, 1880. - In-12, 118 p.
- Essai d'une bibliographie de la Nouvelle-Calédonie et dépendances. - Paris : C. Klincksieck, 1883. - In-12, 68 p.
- Le Port du Havre. - Paris : C. Delagrave, 1898. - In-8°, 27 p.
- La Sibérie et le Grand transsibérien. - Paris : C. Delagrave, 1901. - In-8°, 24 p.
- La Sarabande, ou Choix d'anecdotes, bons mots, chansons, gauloiseries, épigrammes, épitaphes, réflexions et pièces en vers des Français depuis le XVe siècle jusqu'à nos jours. - Paris : H. Welter, 1903. - 2 vol. pet. in-4°.
- Catalogue des vélins de la Section des cartes. - Les Lilas, 5, rue Meissonnier, 1917. - In-4°, I-79 p., polytypé